# Klasična gimnazija u Splitu (1817.)
Klasična gimnazija u Splitu bila je općeobrazovna srednja škola, osnovana 1817. godine, čija je posljednja generacija maturirala 1978. godine. Njezinu tradiciju sada obdržava I. gimnazija u Splitu.

## Prethodnice
Splitski nadbiskup Stipan Cosmi utemeljio je sjemenište s gimnazijom 1700., koju su pohađali i vanjski đaci, tako da ih je 1713. bilo već 38.
Kad su Francuzi 1806. pripojili Dalmaciju, samo u sjemenišnoj gimnaziji nisu uveli promjene.  Ona je 1810. proglašena licejem.

## Povijest Klasične gimnazije
Pošto je Dalmacija predana Austriji prvih godina nije bilo znatnijih promjena u školstvu, sve dok  Zemaljska vlada nije dekretima od 3. prosinca 1816. i 30. listopada 1817. osnovala tri državne gimnazije: u glavnom gradu Zadru (pretežno za zadarski i šibenski okrug, u Splitu (pretežno za splitski i makarski okrug, te u Dubrovniku (pretežno za dubrovački i kotorski okrug).  Gimnazija je imala šest razreda: četiri gramatička i dva humanistička (humaniora). Nastavni jezik bio je talijanski.
U sklopu reformi 1848. gimnazije su reorganizirane, pa je licej, dotad zadržan u sklopu sjemeništa, priključen gimnaziji kao sedmi i osmi razred, što je realizirano 1856.

## Uvođenje hrvatskog jezika
Istodobno je u nastavu uveden hrvatski jezik, ne kao nastavni, nego kao fakultativni predmet, ali već 1849. bio je obvezatan. Dekretom od 17. ožujka 1880. hrvatski je postao nastavni jezik.

## Ličnosti vezane uz splitsku Klasičnu gimnaziju
Među profesorima bili su istaknuti dionici hrvatske kulture, npr. Natko Nodilo, Šime Ljubić, don Frane Bulić, Eugen Kumičić, Milan Rešetar, Vladimir Nazor, Milan Begović u XIX stoljeću, a nakon toga, među inima, Josip Barač,  Mirko Deanović, Antun Dobronić, Nikola Faller, Humbert Girometta, Josip Hatze, Cyril Matěj Hrazdira, Ljubo Karaman, Vinko Lozovina, Vjekoslav Rosenberg-Ružić, pa don Mladen Alajbeg, Josip Andreis, Veljko Gortan, Ivan Krešić-Jurić, Petar Kurir, Duje Rendić-Miočević, pa Marija Brida, Vedran Gligo, Gordana Kosanović, Miroslav Kravar, Miro Mihovilović, Žarko Muljačić.
Među maturantima su bili Francesco Carrara, Niccolò Tommaseo, Antonio Bajamonti, Frane Lappenna, Dujam Rendić-Miočević, Vid Morpurgo, Ivan Manger, Antonio Tacconi, Ildebrando Tacconi, Josip Barač, Miho Pušić, Božo Lovrić, Marin Bego, Ljubo Karaman, Grgo Angjelinović, Giovanni Maver, Jakov Gotovac, Mate Ujević, Šime Poduje, Vojmil Rabadan, Maksimilijan Baće, Duje Rendić-Miočević, Mate Hraste, Miro Mihovilović, Vedran Gligo, Hodimir Sirotković, Lav Znidarčić, Kruno Prijatelj, Srđan Vrcan, Frano Gotovac, Josip Pupačić, Frano Baras, Vanča Kljaković, Ruben Radica, Željko Rapanić, Boško Violić, Bogdan Žižić, Petar Selem, Matko Trebotić, Nikša Bareza, Nenad Cambj, Igor Zidić, Marija Barbieri, Mani Gotovac, Igor Mandić, Vinko Cuzzi, Tonko Maroević, Milivoj Telećan, Danijel Bučan, Igor Fisković, Dunja Jutronić, Gvido Quien, Ante Graovac, Duško Čizmić-Marović, Gérard Denegri, Branko Ivanda, Inoslav Bešker, Igor Graovac, Nenad Smodlaka itd.